# ISO/IEC 17799
ISO 17799 is een standaard voor informatiebeveiliging en bestaat sinds 2000. Deze standaard formuleert een aantal best practices voor informatiebeveiliging en een management systeem voor het beheer van informatiebeveiliging. 
De norm bevat 10 hoofdstukken, 37 doelstellingen, 134 maatregelen (best practices).
ISO 17799 werd gebaseerd op de "British standard" BS 7799. De officiële betiteling was ISO 17799:2000. De ISO standaard omvatte uitsluitend deel 1 van de BS, namelijk de 'Code of Practice for information security management'. In de volgende versie van de standaard zal ook deel 2 van de BS worden opgenomen. Dat gaat gepaard met een nieuwe classificatie. De versie die in 2005 werd opgesteld heet ISO/IEC 27001. Deze versie bevat deel 2 van de BS, de 'Specification with guidance for use', die ook de procesmatige inbedding van beveiliging beschrijft.
De ISO 17799 wordt opgevolgd door de nieuwe standaard ISO/IEC 27002.